# حارة 26 سبتمبر
26 سبتمبر إحدى حارات مدينة القاعدة بمحافظة إب، بلغ تعداد سكانها 139 نسمة حسب تعداد اليمن لعام 2004.